# Steatomys
Genre
Steatomys est un genre de rongeurs de la famille des Nésomyidés. Ce sont des souris appelées aussi parfois grosses souris.

## Liste des espèces
Selon Mammal Species of the World (version 3, 2005)  (31 mai 2016) et ITIS (31 mai 2016):
- Steatomys bocagei
- Steatomys caurinus
- Steatomys cuppedius
- Steatomys jacksoni
- Steatomys krebsii
- Steatomys opimus
- Steatomys parvus
- Steatomys pratensis

Selon NCBI (31 mai 2016) :
- Steatomys krebsii
- Steatomys parvus
- Steatomys sp.
- Steatomys sp. 10ZRD#39
- Steatomys sp. Gautuni
- Steatomys sp. IN-2012